# Shadow Man - Il triangolo del terrore
Shadow Man - Il triangolo del terrore (Shadow Man) è un film direct to-video del 2006 diretto da Michael Keusch e prodotto da Steven Seagal.

## Trama
Jack Foster è un ex agente della CIA a cui viene rapita la figlia. Durante la sua ricerca per individuare i rapitori, scoprirà di essere al centro di un complotto nazionale.